# 沙劳饶达尼
沙劳饶达尼，是匈牙利包尔绍德-奥包乌伊-曾普伦州所辖的一个村。总面积15.33平方公里，总人口251，人口密度16.4人/平方公里（2011年1月1日）。